# Paul Graetz (Offizier)

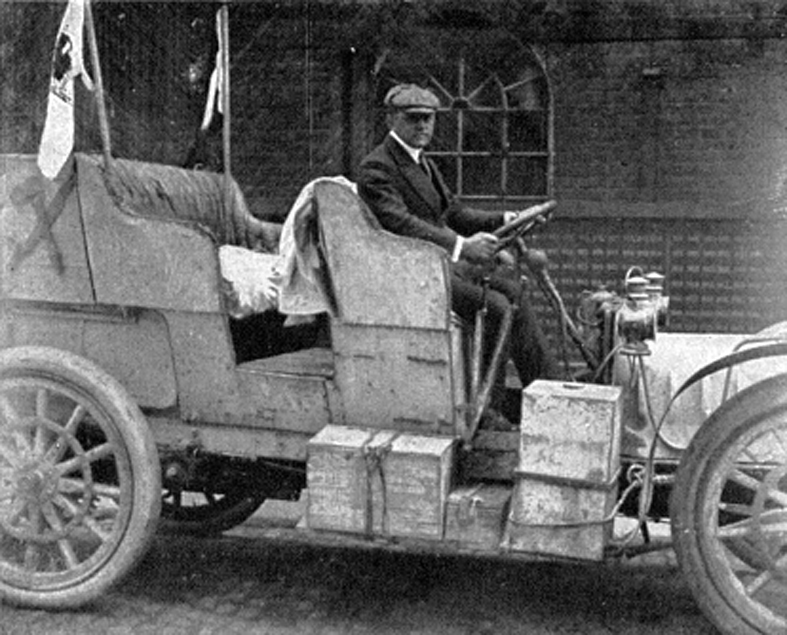
Paul Graetz (1909)

Friedrich Paul Graetz (* 24. Juli 1875 in Zittau; † 16. Februar 1968 in Travemünde) war ein deutscher Offizier. Ihm gelang in den Jahren 1907 bis 1909 die erste Durchquerung Afrikas mit dem Automobil. Sein Ziel war es, die Möglichkeit einer motorisierten Ost-West-Verbindung in Afrika zu beweisen. Graetz betätigte sich auch als Unternehmer und Verleger.

## Leben

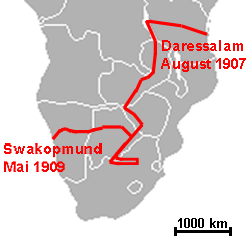
Afrika-Route von Paul Graetz, 1907–1909 (Grenzen von 1912)

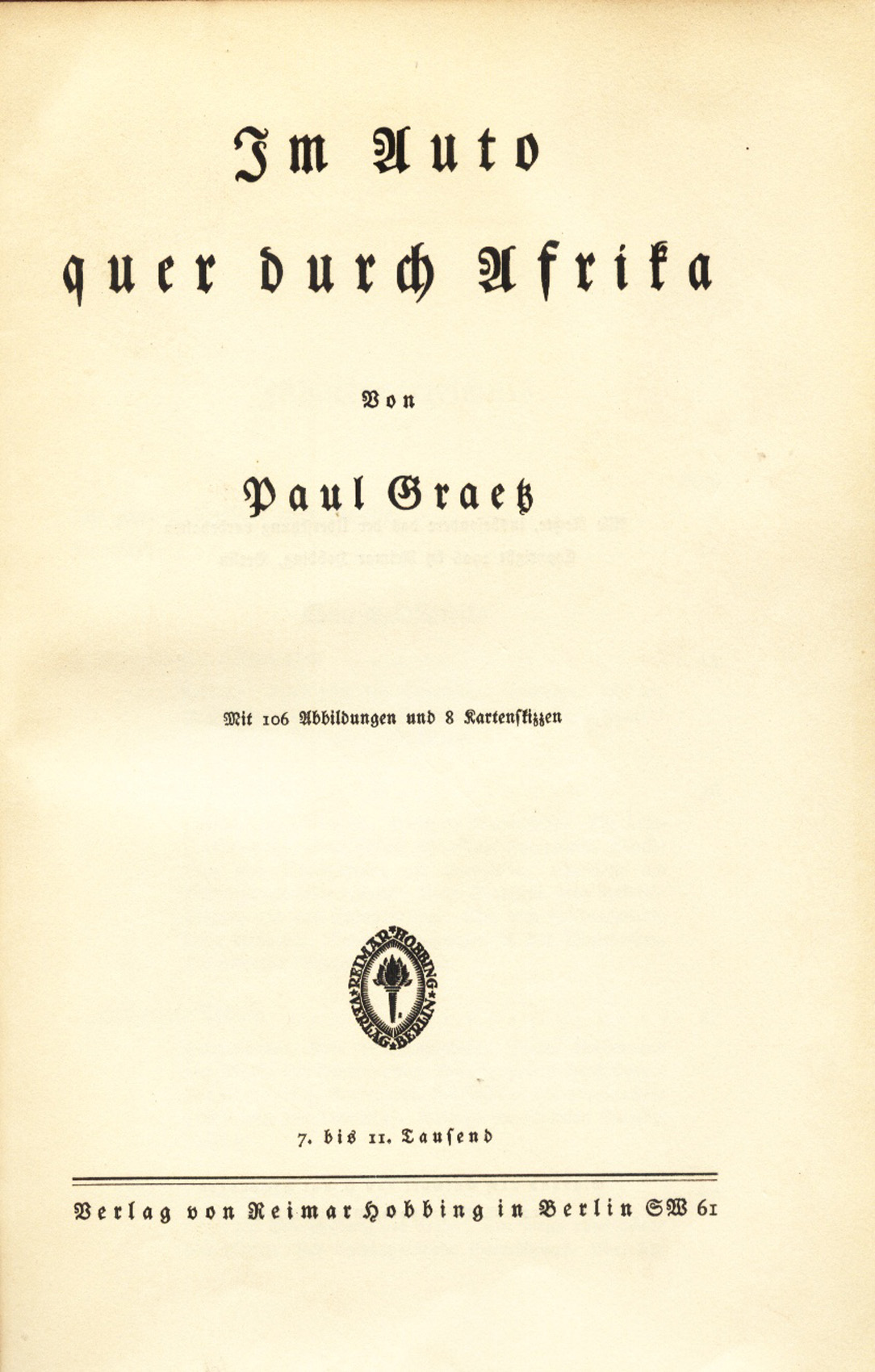
Titelseite des Reiseberichtes zu Graetz’ Afrikadurchquerung

Paul Graetz wuchs auf dem Gut seines Großvaters in Reichenau auf. Er trat mit 20 Jahren in die Königlich-Sächsische Armee ein und erhielt sein Patent als Secondelieutenant am 29. Juni 1896. Von 1902 bis 1904 diente er als Leutnant bei der Schutztruppe in Deutsch-Ostafrika. Nach seiner Rückkehr trat er 1904 als Oberleutnant in die Preußische Kriegsakademie in Berlin ein. 1907 nahm er seinen Abschied, um nach Afrika zurückzukehren. Er unterbreitete dem Reichskolonialamt einen Plan zur Einrichtung eines regelmäßigen LKW-Verkehrs durch Deutsch-Ostafrika, fand aber keine Unterstützung.
Graetz bestellte ein nach eigenen Plänen modifiziertes Fahrzeug beim Unternehmen Süddeutsche Automobil-Fabrik Gaggenau in Gaggenau. Bis 2002 wurden hier Unimogs gebaut.
Das Fahrzeug erhielt eine um 35 cm höhere Bodenfreiheit als normale Fahrzeuge in Mitteleuropa, einen 35 PS starken Vierzylindermotor und einen 250 Liter Benzin fassenden Tank im Heck sowie einen weiteren Tank mit 125 Litern Fassungsvermögen im Bug.
Zu seinen Beweggründen schrieb er:

„Mein Plan, Afrika im Automobil zur durchqueren, entsprang der Absicht, das Automobil als Lasten- und Personentransportmittel in Afrika, speziell in Deutsch-Ostafrika, auf seine Verwendbarkeit im schwarzen Erdteil zu erproben und später dort einzuführen.“

Im Juni 1907 schiffte Graetz samt Automobil auf dem Reichspostdampfer Feldmarschall ein. Die Autofahrt startete am 10. August 1907 in Dar-es-Salam in Deutsch-Ostafrika. Graetz erreichte trotz vieler technischer Pannen, verdunsteter Benzinreserven, eingestürzter Brücken und anderer Erschwernisse am 1. Mai 1909 nach 630 Tagen und 9500 Kilometern sein Ziel Swakopmund in Deutsch-Südwestafrika. Die Fahrt führte Graetz durch Nord- und Südrhodesien, die Südafrikanische Republik und das Betschuanaland. Am Tanganjikasee wurde ein kleiner Teil der Strecke per Schiff zurückgelegt. Von Kaiser Wilhelm II. erhielt er am Ende seiner Reise per Telegramm ein „Gut gemacht, Graetz“.
1911 startete Graetz eine zweite Expedition. Mit einem Motorboot von 8,20 m Länge wollte er durch den afrikanischen Kontinent von Mosambik über den Bangweulusee in Nordrhodesien und den Kongo zum Atlantik reisen. Die Expedition wurde von dem französischen Kameramann Octave Fière begleitet, der die Expedition auf dem nach dem Sponsor „Sarotti“ benannten Boot in bewegten Bildern festhalten sollte. Auf halbem Wege scheiterte die Expedition nach einem Büffelangriff, Fière starb, Graetz wurde durch einen Kieferbruch schwer verletzt.
Die bis dahin entstandenen Filmaufnahmen von 45 Minuten Länge galten lange Zeit als verschollen, bis sie Anfang 2007 von dem in Windhuk lebenden Safari-Veranstalter Carsten Möhle im Keller des Hauses von Graetz in Lübeck-Travemünde aufgespürt wurden. Die dort lebende Tochter Uta Graetz-Africana fand eine Filmrolle mit dem damals entstandenen Stummfilm, der ein bedeutendes Zeugnis afrikanischer Kultur darstellt, da es außer diesen Aufnahmen nur 26 Vorkriegsfilmminuten aus dem tropischen Afrika gibt.
Im März 1918 gründete Graetz die Jlag GmbH (München/Berlin) – Firmenzweck war u. a. die Herausgabe einer Luftpostzeitschrift Jlag und die Anfertigung von Luftbildaufnahmen – und die Aero-Lloyd GmbH für „die gewerbsmäßige Beförderung von Personen auf dem Luftwege“ mit Firmensitz in München und Zweigniederlassungen in Berlin und Dresden.
1925 gründete er den Aero-Verlag Paul Graetz. In den 1920er Jahren betrieb Graetz auch die erste Glasfabrik in Indonesien. 
Sein Grab in Lübeck-Travemünde ist nicht erhalten.

## Erinnerung
Der im Jahre 2002 an der Sternwarte in Trebur entdeckte Asteroid (142562) Graetz wurde ihm zu Ehren benannt.

## Werke
- Im Auto quer durch Afrika. Verlag Gustav Braunbeck & Gutenberg, Berlin 1910
  - Neuauflage 2006: Im Auto quer durch Afrika; Faksimile der Ausgabe von 1910 – Klaus Hess Verlag, Göttingen/Windhoek 2006. ISBN 978-3-933117-35-9
- Im Motorboot quer durch Afrika – vom Indischen Ozean zum Kongo. Verlag Gustav Braunbeck & Gutenberg, Berlin 1912
- Im Motorboot quer durch Afrika – Durch den Kongo und Neu-Kamerun. Verlag Gustav Braunbeck & Gutenberg, Berlin 1913
- Buntes Erleben in drei Erdteilen – Erinnerungen eines alten Afrikaners. Deutscher Verlag, Berlin 1938
- Mein Büffelkampf. Abenteuer in Afrika. Karl Siegismund Verlag, Berlin 1941
- Vom Kongo bis Sumatra –  Gute Freundschaft in Übersee. Wolfenbütteler Verlagsanstalt 1949